# ジンマー バイオメット
ジンマー・バイオメット・ホールディングス（Zimmer Biomet Holdings, Inc. ）はアメリカ合衆国の上場医療機器会社。
1927年にアルミニウム製スプリントを製造するために設立された。本社はインディアナ州ワルシャワにあり、医療機器事業の一角を占めている。
2001年、ジマー社はブリストル・マイヤーズスクイブ社から分離独立し、8月7日にティッカーシンボル「ZMH」でニューヨーク証券取引所での取引を開始した[2]。2011年11月、同社はエクストラオルソ社（ExtraOrtho, Inc.） 2012年1月、ネバダ州リノを拠点とするSynvasive Technology, Inc.を買収した 。 2015年6月29日、バイオメットの買収を反映してティッカーシンボルを「ZBH」に変更した。
2017年1月12日、ジンマー・バイオメットは、米国司法省（DOJ）および米国証券取引委員会（SEC）との和解を発表し、2017年の見通しに影響を与えない金額である約3,050万ドルの罰金を支払うことに合意した。

## 歴史

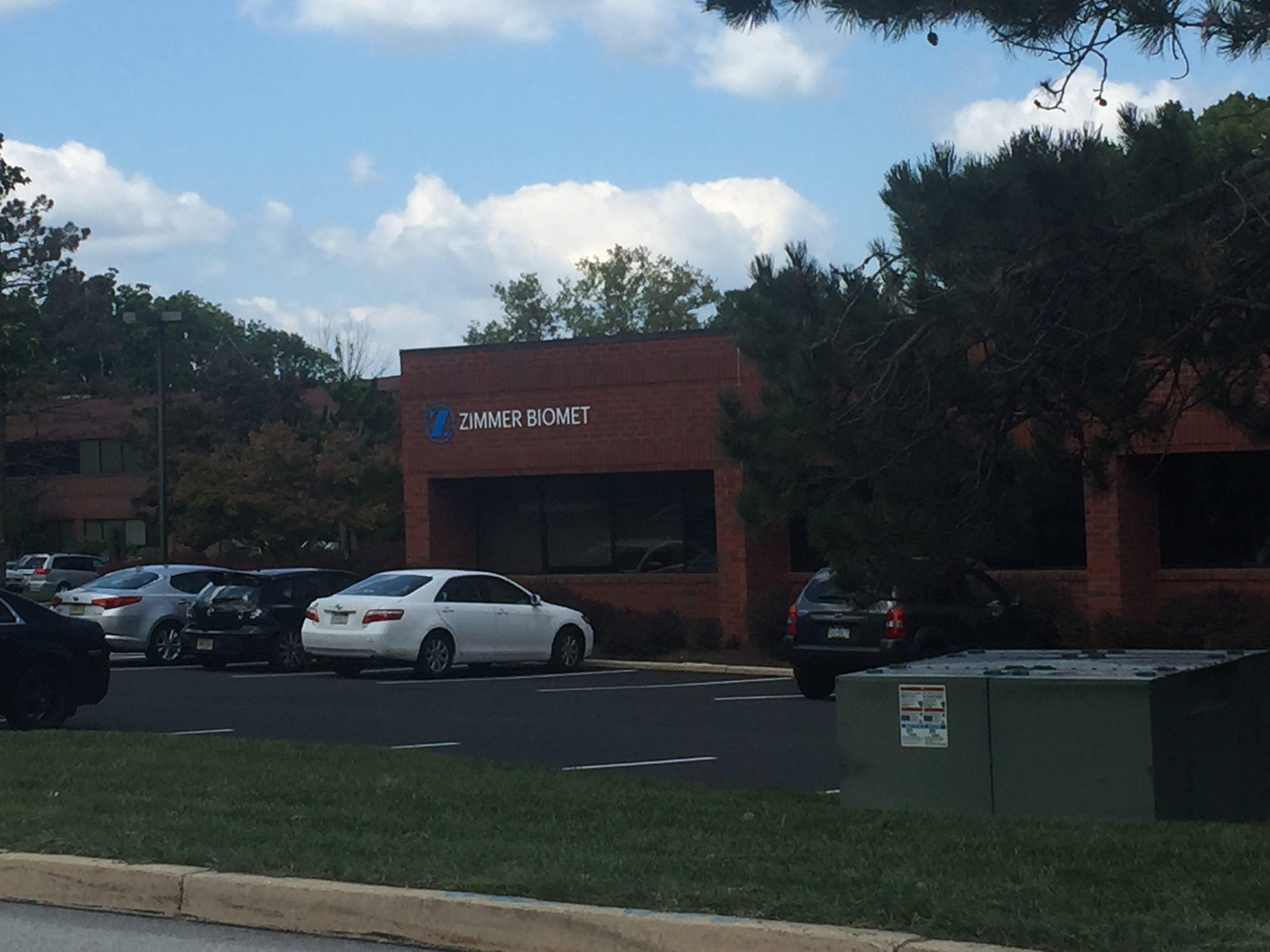
ペンシルベニア州エクストンオフィス

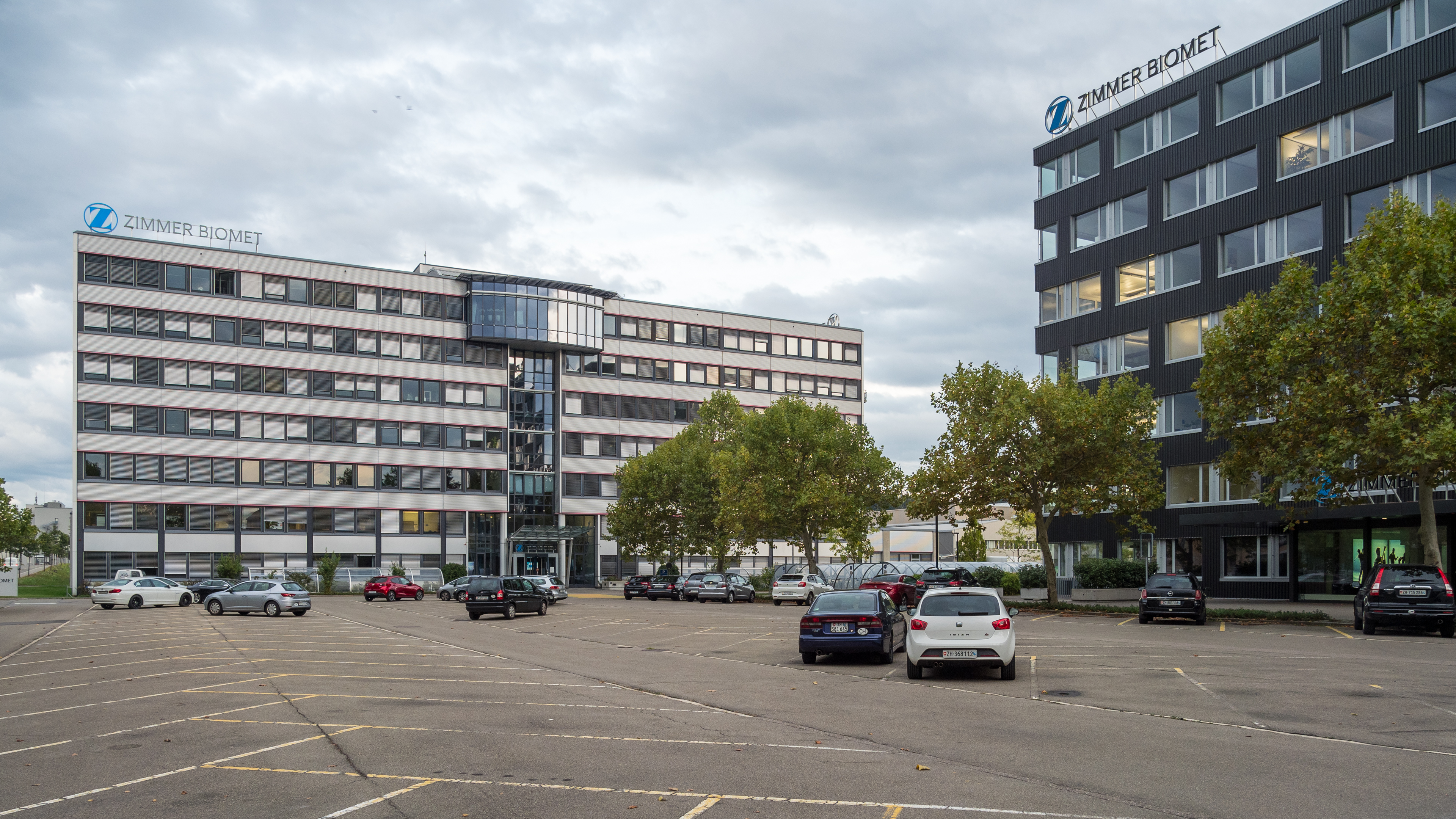
スイス・ヴィンタートゥールのEMEAオフィス

ジンマー・バイオメットは1927年、ジャスティン・O・ジマー（1884-1951）によりインディアナ州ワルシャワに設立された。
2014年4月24日にはジマー社がバイオメット社を134億ドル で買収することで合意したと発表されたが、2014年10月、EUの反トラスト法規制当局がジマーによるバイオメット買収が特定の市場における競争を実質的に低下させるとの懸念から大規模な調査を開始したことが発表された。 2016年3月、欧州委員会（以下「EC」）はジマーによるバイオメット社の買収提案を条件付きで承認し、2015年6月24日、ジマーはジマー・バイオメット・ホールディングスを形成するバイオメット社の買収を完了した。
2014年10月、ETEX Holdings, Inc.を買収すると発表。
2016年3月にはOrtho Transmission, LLC、また、スポーツ医学企業のカイエン・メディカル社を買収すると発表した。
同年後半には、医療機器メーカーのLDRホールディング・コーポレーションを1株当たり37ドル（総額10億ドル）で買収し、 スパイン部門に統合した。7月にはフランスの手術用ロボットメーカー、メドテック社を買収。8月、デラウェア州を拠点とする免疫測定とバイオマーカー検査を開発する診断会社CDダイアグノスティックスを買収すると発表。9月には、クリニカル・グラフィックス社の買収を発表した。
ワルシャワにあるジャスティン・ジマー・ハウスは国家歴史登録財に指定されている。
2023年1月、エンボディ社を1億5,500万ドル（プロジェクトの中間目標地点として1億2,000万ドル）で買収する意向を発表。

## 製品
ジマー社は、膝関節、股関節、肩関節、肘関節、足関節、歯科用人工関節などの整形外科製品の設計、開発、製造、販売を行っていて、世界40カ国以上（米国、オーストラリア、オーストリア、ベルギー、カナダ、中国、チェコ共和国、フィンランド、フランス、ドイツ、インド、アイルランド、イスラエル、イタリア、日本、中南米、オランダ、ブラジル、ポーランド、ポルトガル、ロシア、南アフリカ、スペインなど）で事業を展開し、100カ国以上で製品を販売している。

## 企業データ
ジマー社の2022年の売上高は約69億4,000万ドル。従業員数は全世界で約18,000人。

### リーダーシップ
- David C. Dvorak、2007年5月1日から2017年7月11日まで社長兼CEO。[26][27]
- Bryan C. Hanson、2017年7月11日から2017年12月19日まで暫定社長兼CEO。[28]
- Bryan C. Hanson、2017年12月19日から現在まで社長兼CEO。[28]

### 表彰
2016年、同社は初めてフォーチュン500のリストに掲載され、431位にランクインした。以来、3年連続でランクイン。2018年現在、361位にランクされている。

## 批判
2022年のロシアによるウクライナ侵攻においても、ジンマー・バイオメットはロシア市場への販売を継続した。2022年4月28日に更新されたイェール大学の調査では、ロシアの侵攻に企業がどのように反応していたかが明らかにされ、ジンマー・バイオメットはロシアで通常通りの事業を継続していることが確認された。

## 活動
ジンマー・バイオメットは、大規模なLGBT擁護団体であるヒューマン・ライツ・キャンペーンの企業パートナーである。